# 紀元前484年
紀元前484年（きげんぜん484ねん）は、ローマ暦の年である。
当時は、「マメルクスとウィブラヌスが共和政ローマ執政官に就任した年」として知られていた（もしくは、それほど使われてはいないが、ローマ建国紀元270年）。紀年法として西暦（キリスト紀元）がヨーロッパで広く普及した中世時代初期以降、この年は紀元前484年と表記されるのが一般的となった。

## 他の紀年法
- 干支 : 丁巳
- 日本
  - 皇紀177年
  - 懿徳天皇27年
- 中国
  - 周 - 敬王36年
  - 魯 - 哀公11年
  - 斉 - 簡公元年
  - 晋 - 定公28年
  - 秦 - 悼公7年
  - 楚 - 恵王5年
  - 宋 - 景公33年
  - 衛 - 出公9年
  - 陳 - 湣公18年
  - 蔡 - 成侯7年
  - 鄭 - 声公17年
  - 燕 - 孝公9年
  - 呉 - 夫差12年
- 朝鮮
  - 檀紀1850年
- ベトナム :
- 仏滅紀元 : 61年
- ユダヤ暦 : 3277年 - 3278年

## できごと

### ペルシア帝国
- クセルクセス1世は、ペルシアの支配に対するエジプトでの反乱を鎮圧した。彼はその過程でデルタ地帯を破壊し、その後、兄弟のアケメネスをエジプトのサトラップに指名した。
- 反乱を起こしたにもかかわらず、バビロンの街は、ペルシアの強固な支配下にとどまった。

### ギリシア
- アテナイの劇作家アイスキュロスは、ディオニューシア祭の劇で1等を取った。

### 中国
- 斉の国書が前年の報復のために魯に侵攻した。
- 呉が魯と連合して斉に侵攻し、艾陵で戦って斉の国書を破り、捕らえた。
- 呉王夫差が伍子胥を自殺させた。
- 衛の太叔疾が宋に亡命した。

## 誕生
- ヘロドトス - ギリシアの歴史家（紀元前425年没）
- アカイオス - ギリシアの悲劇作家

## 死去
- 伍子胥 - 呉の政治家